# Christopher Creek, Arizona
Christopher Creek je naseljeno područje za statističke svrhe u američkoj saveznoj državi Arizona, okrug Gila. Prema popisu stanovništva iz 2010. u njemu je živjelo 156 stanovnika.